# 水野久男
水野 久男（みずの ひさお、1904年11月25日-1985年2月12日）は東京電力の第5代社長（1971年 - 1976年 ）。

## 来歴
愛知県名古屋市出身。第八高等学校 (旧制)を経て、東京帝国大学法学部を卒業。1928年（昭和3年）、東京電燈入社。木川田一隆は浅草営業所時代の上司であり以後親交を持つようになる。
1971年に社長に就任、5年務めた。ちなみに社長退任時の退職金6億円は当時の経済界史上最高額。
1985年2月、心筋梗塞のため東京電力病院で死去。80歳

## 人物
木川田一隆の陰に隠れた存在だったが、社内・業界での人望は厚い。
長女の水野郁子はボストン交響楽団のバイオリン奏者。

## その他役職
- 東京商工会議所副会頭